# Боша

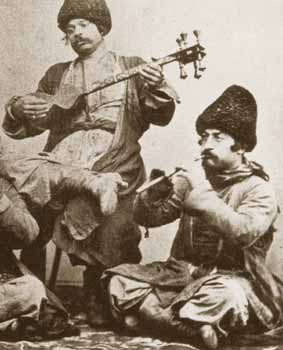
Цыгане-боша. Фотография XIX века

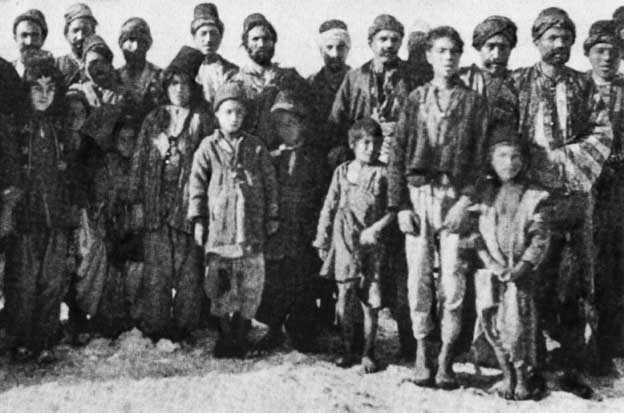
Боша, 1926

Боша́ (арм. բոշա боша, арм. գնչու гнчу; груз. ბოშა боша) — этнографическая группа цыган, проживающих в Армении, Грузии и Турции. Самоназвание — лом.

## Описание
По видимому, цыганские группы впервые появились на территории Армении, Грузии и Турции в XI—XII веках вследствие почти трёхвековой миграции из северо-западных и центральных частей Индийского полуострова через Иранское нагорье. Одна ветвь цыган, оторвавшись от основной массы своих соплеменников, осталась в Армении и в Малой Азии и впоследствии, приняв христианство армянского толка, положила начало формированию самобытной этнографической группы — армянских цыган — боша. После геноцида 1915 года младотурками основная масса уцелевших от резни боша переместилась в Восточную Армению и Грузию.
Самоназвание армянских цыган — лом (от санскрит. думба — названия одной из низших каст, ср. евр. цыган. ром, азиат. цыган. дом). Языком общения является армянский (западные диалекты), однако до настоящего времени бытует также тайный язык — ломаврен, который использует словарный фонд индоарийского происхождения и грамматику армянского языка. Указанный язык используется при тайных разговорах, когда боша не хотят, чтобы окружающие поняли, о чём идет речь. Хотя христианство наложило большой отпечаток на психологию и мировоззрение боша, однако традиционные занятия и образ жизни, оказавшись более живучими, сохранились и поныне. Все армянские цыгане считают себя армянами, хотя на уровне бытового сознания чувствуют некоторую отчужденность. Поскольку боша занимают низкое положение в социальной иерархии, они подчас скрывают свою принадлежность к данной этнографической группе. Так или иначе, боша оказались в парадоксальном положении — зная, что они не «чистые» армяне, боша всячески стараются доказать своё армянское происхождение. Например, среди боша почти полностью отсутствуют неармянские (европейские, русские) имена, популярные непосредственно у армян. Армянские цыгане стараются ускорить процесс своей ассимиляции. Исследователь В. Восканян (2011) предполагает, что уже в ближайшем будущем эта группа полностью исчезнет.

## Численность и расселение
В конце XIX и начале XX века насчитывалось более 50 тысяч боша, проживавших в основном в районах Евдокии (Токат), Бойабада, Визирь-Кепру, Карса, Эрзерума, Басена, Ахалкалака, Ахалцыха, Олты, Сарыкамыша и др. Есть также свидетельства, что многочисленная община боша проживала в Ереване, в районе Конд.
В настоящее время в Армении цыгане проживают в Ереване (в районах Сари-Тах, Канакер, Ма-раш), в Гюмри (в районе Боши-Майла), в поселке Харберд (в основном репатрианты 1947—1948 годов из Греции). По данным 1989 года, в Грузии было 1744 цыгана. На территории Грузии боша проживают в городах Ахалкалаки и Ахалцихе, а также в Шаумянском районе, Шулавере и Марнеули, в Тбилиси. Общая численность боша приближается к 10—12 тысяч человек, из которых около 8—9 тысяч проживают в Армении (2018). В России живут несколько сотен семей (боша) лом Верипланские из города Ахалцихе, Грузия. Например, в Армавире Краснодарского края они поселились в конце XX века. Верипланские ломы живут по всей России: Сочи, Адлер, Армавир, Краснодар, Ростов, Ставрополь, Нижний Новгород, Ульяновск, Москва, в США и Канаде, в Германии. Есть свидетельства, что на территории Турции и поныне проживают принявшие ислам армянские цыгане боша, общая численность которых достигает 12 тысяч человек (по данным на 1987 год).
Часть боша, которая приняла ислам и, в конечном итоге, курдизировалась, называются мыртыпами.